# Xestia senilis
Xestia senilis är en fjärilsart som beskrevs av Otto Staudinger 1888. Xestia senilis ingår i släktet Xestia och familjen nattflyn. Inga underarter finns listade i Catalogue of Life.